# Svenska kyrkan i Södra Frankrike och Monaco
Svenska kyrkan i Södra Frankrike och Monaco är en av Svenska kyrkans utlandsförsamlingar. 

## Administrativ historik
Församlingen bildades 1981.

## Kyrkoherdar
| Ämbetstid | Namn             | Levnadstid | Övrigt |
| --------- | ---------------- | ---------- | ------ |
| 2013–2016 | Jonas Liljeqvist | 1960–      | [ 1 ]  |

### Fotnoter
1. ↑   Matrikel 2016: Svenska kyrkan (69:a utgåvan). Stockholm: Verbum. 2016. sid. 416. ISBN 978-91-5263615-2